# 蓑笠庵梨一
蓑笠庵 梨一（さりゅうあん りいち、正徳4年（1714年） - 天明3年4月18日（1783年5月18日））は、江戸時代中期の日本の俳人。本姓は関、別姓に高橋。「梨一」は号で、名は高啓、干啓。墓は福井県坂井市丸岡町石城戸町の台雲寺にある。

## 経歴
武蔵国（現在の埼玉県）児玉郡出身。父は、赤穂事件のおりに吉良義央を襲った浅野長矩を抱きとめ、短刀を奪い取った関久和。1739年（元文4年）より佐久間柳居に師事して、江戸（現在の東京）で俳諧を学ぶ。幕府の地方役人として各地を巡り、1761年（宝暦11年）に越前国（現在の福井県の一部）下兵庫村（現在の福井県坂井市坂井町下兵庫）の代官となる。その後、丸岡藩主有馬誉純に招聘され、儒官となり、城下の石城戸（福井県坂井市丸岡町石城戸町）に移住した。安永年中に私塾蓑笠庵を開き、俳諧や習字などを教えた。隆盛期には80名に達したといわれている。当時の越前俳壇が美濃派に傾倒していることを憂え、蕉風俳句の復興に尽力した。その後、梨一を中心に句会が開かれるようになり、そうした中で松尾芭蕉の『おくのほそ道』の研究に没頭し、その注釈書である『奥細道菅菰抄』を完成させた。梨一は『奥細道菅菰抄』の完成に10年という長い年月をかけた。その間、梨一が調べた和漢の書物は100冊以上にのぼる。『奥細道菅菰抄』は、注釈書としては最も古く、『おくのほそ道』を理解するうえでの辞典として、必要な存在となる。1783年（天明3年）梨一は病に倒れ、妻子を江戸に残したまま、独りで暮らしていた。その後、衰弱していき、山野田小兵衛が自分の家に引き取って看病した。しかし、立つこともかなわなくなり、同年4月18日に70歳で亡くなった。

## 作品
著書に松尾芭蕉の『おくのほそ道』の研究書『奥細道菅菰抄』、句集に『もとの清水』、『大和紀行』などがある。

### 俳句
京に居（い）て京を見る日やひな祭
目の前の島忘れたる汐干（しおひ）かな
春の日や遊び遊びて竹のおく
したたりや蝶の眠りのさめぬほど
かげろうに口あかぬ鳥なかりけり
百合の芽や世は鬼もなき山の中
走り帆の風休ませよ青すだれ
まつかぜや夢吹よせて昼寝塚　
牡蠣割りや乾く間もなき袖の汐（しお）
よいものを見にけり空に郭公（ほととぎす）